# Grady, Alabama
Grady je vas, ki se nahaja v okrožju Montgomery v ameriški zvezni državi Alabama.
V bližini vasi se nahaja televizijski stolp Cosmos Broadcasting Tower Grady.